# 马修·吉勒特
马修·吉勒特（英語：Matthew Gillett，1983年3月14日—），也译马修·吉列，澳大利亚足球裁判。
起初，马修·吉勒特在当地联赛执法，是華令加男子足球裁判协会的一员。2007年，马修参与了澳大利亞青年奧運會的执法。2009年，马修·吉勒特成为澳大利亞職業足球聯賽的裁判，在联赛第14轮威灵顿凤凰与珀斯光荣的比赛中初次亮相。
马修·吉勒特2012年时就受邀执法了两场中超：第1轮广州富力3比1胜北京国安、第27轮上海申鑫0比1输给天津泰达。2013年，中国足协又邀请他来执法第18轮广州恒大与北京国安的焦点战。之前17轮比赛中广州恒大15胜2平，保持不败，领跑中超；北京国安排在第3名，前半程主场1比1逼平了广州恒大。一些媒体看好北京国安在客场打破广州恒大的不败金身。比赛中北京国安门将杨智扑倒恒大前锋埃尔克森，马修果断地判罚了红牌加点球。最终10人应战的北京国安0比3惨败广州恒大。第19轮，中国足协安排他执法大连阿尔滨与武汉卓尔的比赛。